# Weland AB
Weland AB är ett industriföretag beläget i Smålandsstenar. Företaget grundades 1947 av Weland Andersson och sönerna Gösta och Sven-Åke Welandson. 
Då tillverkades det i huvudsak vingmuttrar. Under 1960-talet började man tillverka pressvetsad gallerdurk. Företaget utvecklar, tillverkar och säljer i huvudsak produkter i stål, såsom spiraltrappor för såväl utomhus- som inomhusbruk, raka trappor, räcken, handikappramper, gångbryggor, gallerdurk, med mera.
Under senare år har plåtbearbetning med laser- och vattenskärning, stansning, bockning och maskinbearbetning blivit en betydande del av Welands verksamhet.

## Welandkoncernen
Weland AB är moderbolag i Welandkoncernen  som består av ett trettiotal dotterbolag som bedriver sina verksamheter i Sverige och internationellt. Koncernen har dotterbolag i Danmark, Norge, Finland och Tyskland.  Kännetecknande för koncernens bolag är utveckling och produktion av svensktillverkade stålprodukter.  

## Historia
1947 startade svågrarna Weland Andersson och Johannes Johannesson Firma Vingmutter som tillverkade vingmuttrar i en fabrikslokal på 35 kvm. 1949 uppfördes en egen fabriksbyggnad på 80 kvm, och 1951 byggdes fabriken ut med ytterligare 50 kvm. Samma år överlät Johannes Johannesson sin del av företaget till Weland Andersson. Under samma år startade tillverkningen av bolagets kärnprodukt gallerdurk. Ett år senare ombildades företaget till aktiebolag och fick namnet Weland & Söner AB. I samband med det förvärvades den mark där Weland AB ligger än idag och en fabriksbyggnad på 670 kvm uppfördes.
1967 bildades dotterbolaget Weland GmbH i Tyskland, och 1978 tillkom det första tillverkande dotterbolaget, Zinken Weland i Ulricehamn  Samma år bildades dotterbolaget Weland AS i Norge.
Under 1980-talet genomgick koncernen en betydande expansion och etablerade flera nya dotterbolag. Weland Stål i Ulricehamn och Weland & Sönner A/S i Danmark grundades och Weland Medical förvärvades. År 1984 blev Weland Plastic en del av koncernen och senare under decenniet etablerades ytterligare dotterbolag som Maku Stål i Borås, Weland Aluminium i Alvesta, Industrireklam i Halmstad. 1989 förvärvas AT Installation och Skylink i Mölndal. Moderbolaget byter namn till Weland AB.
Under 1990- och 2000-talen växte Welandkoncernen genom flera förvärv och etablering av nya dotterbolag, utspridda över södra halvan av Sverige. Bland annat med, Zinken Weland, Per Wikstrand, Weland Plåt i Taberg, Hylte Tryck och Hogstad Aluminium. 1992 expanderar bolaget till Finland genom dotterbolaget Weland OY.
Under 2000-talet fortsatte expansionen. KåBe-Mattan i Fjugesta och Weland Trafikmiljö blev nya dotterbolag, vilket öppnade upp för nya marknadsområden. Företaget förvärvade också Gremo i Ätran. och SP Maskiner i Ljungby, samt tog över Continentals gamla däckfabrik i Gislaved och bildade Weland Industricentrum. 2006 blev Welandkoncernen ensam ägare till Weland Solutions och 2008 tillkom Eurovema Mobility som dotterbolag.
2017 firade Weland AB 70 år och sysselsatte då ca 800. 2018 tar Weland över Cargotecs lokaler i Lidhult och bildar Welded Components. 2019 blir AB Ivar Pettersson Järnmanufaktur och Bendex AB nya dotterbolag och under 2020 blir även Andon Robotics, samt Svets & Robotteknik en del av koncernen. Samma år registreras varumärket Weland Design. 2021 förvärvas Svetsexperten i Kalmar AB samt Momec Plåt AB.
2022 AJAB tillkommer som dotterbolag. Året därpå förvärvas även Maskinservice i Tranemo AB.
2023 såldes Hylte tryck till Åtta45 Tryckeri AB och tryckeriet i Hyltebruk lades ned.

## Nutidens Weland
Welandkoncernen har under senare år fortsatt sin expansion genom strategiska förvärv av företag inom olika branscher, bland annat inom robotteknik, svetsning, plåtbearbetning och designprodukter.